# 皮尔逊
皮尔逊（英語：Pierson），是一個美國村庄，位於密歇根州卡尔姆县。根據2010年的人口普查，當地人口为172人。

## 地理
根据美国人口普查局，该村庄总面积為0.25平方英里（0.65平方）。

### 2010年人口普查
根據2010年人口普查，當地有172人，有62個家庭，其中有45個家庭居住在村里，人口密度為688.0名居民每平方英里（265.6名居民每平方）。
62個家庭中，有43.5%家庭的子女的年龄在18岁以下，45.2%為同居的已婚夫妇，4.8%为65岁以上的獨居老年人。